# Pere Guasch Guasch
Pere Guasch Guasch (Santa Eulària des Riu, 1929) és un polític i empresari eivissenc, també conegut com a Pere de S'Argentera diputat al Parlament de les Illes Balears en la II Legislatura.
Durant els anys 1960 es dedicà al negoci de l'hostaleria. Militant d'Alianza Popular, a les eleccions municipals espanyoles de 1979 i 1983 fou escollit regidor i tinent d'alcalde de Santa Eulària des Riu. Durant el seu mandat desenvolupà polítiques a favor de la tercera edat i la fundació d'escoles, i fundà una biblioteca municipal i una oficina de turisme.
Fou elegit diputat a les eleccions al Parlament de les Illes Balears de 1987, i fins a 1991 fou nomenat conseller d'agricultura del Consell Insular d'Eivissa i Formentera. Durant el seu mandat es va construir la depuradora d'Es Novells i la finca d'agricultura experimental de can Marines.